# Idiomysis inermis
Idiomysis inermis är en kräftdjursart som beskrevs av W. M. Tattersall 1922. Idiomysis inermis ingår i släktet Idiomysis och familjen Mysidae. Inga underarter finns listade i Catalogue of Life.